# Радянська Освіта (журнал)
«Радянська Освіта» — громадсько-педагогічний місячник, орган Народного комісаріату Освіти УРСР і Укрбюра ЦК Робітників Освіти.
Виходив у Харкові з 1923, спершу за головного редактора О. Шумського, пізніше М. Скрипника. Журнал відігравав значну роль у справах українізації школи. У 1931 об'єднано з журналом «За політехнічну освіту» в новий журнал «Політехнічна Школа» (1932—4).